# Judée
Pour les articles homonymes, voir Judée (homonymie).
La Judée (de l'hébreu יהודה, Yehudah au travers du latin Iudaea, ou Judaea, en arabe يهودا ) est une région montagneuse du Levant. Traditionnellement dominée par la ville de Jérusalem, elle fait actuellement partie de la Cisjordanie en Palestine et d'Israël.
Son nom vient de la tribu de Juda dont elle constituait le territoire. Dans l'Antiquité, c'était une région plutôt reculée au relief escarpé. La Judée a été le centre de plusieurs royaumes et provinces antiques : le royaume de Juda à l'âge du fer, la province perse de Yehoud Medinata, les dynasties des Hasmonéens et des Hérodiens, puis la province romaine de Iudaea.

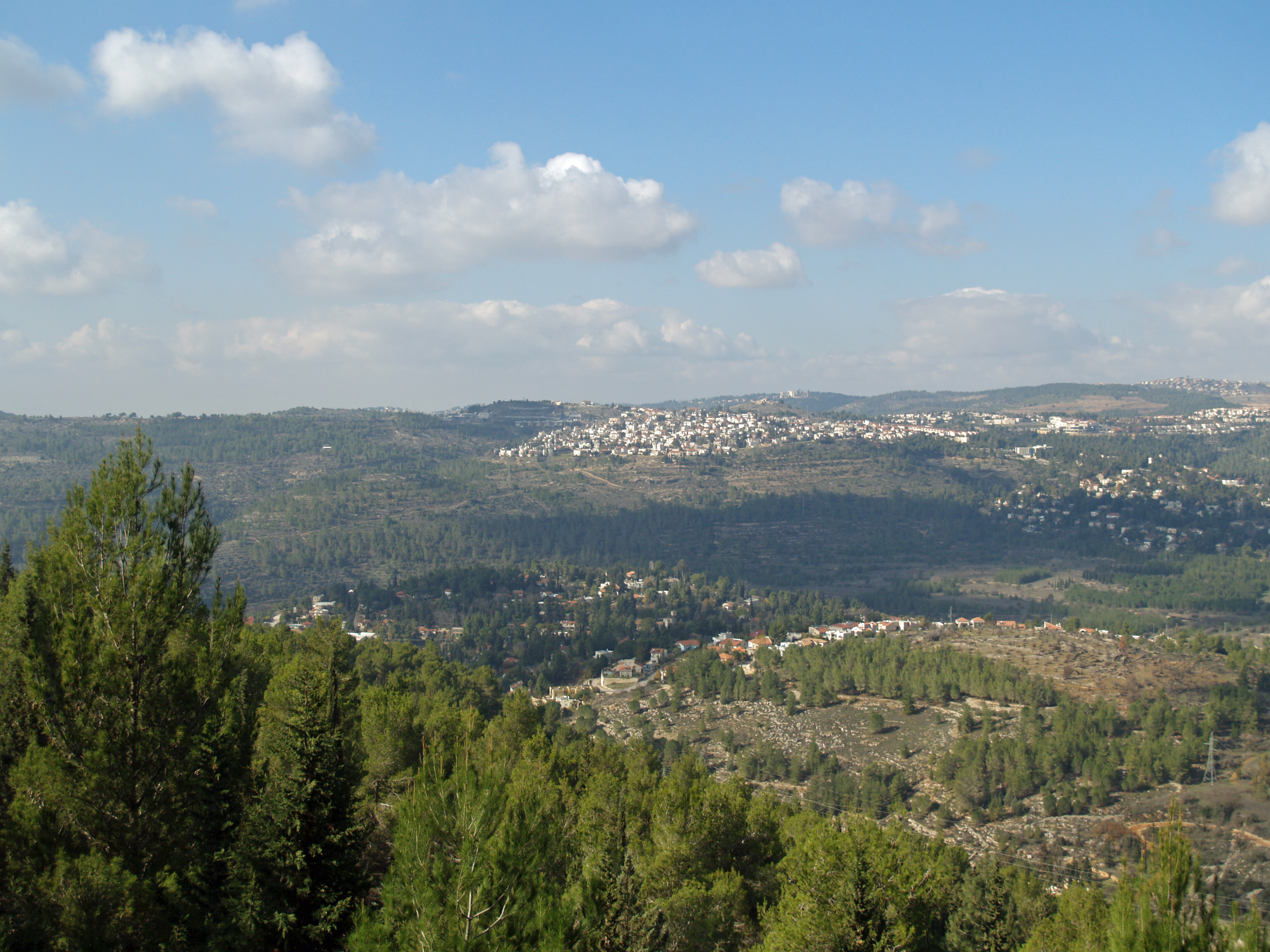
Les monts de Jérusalem au centre des monts de Judée

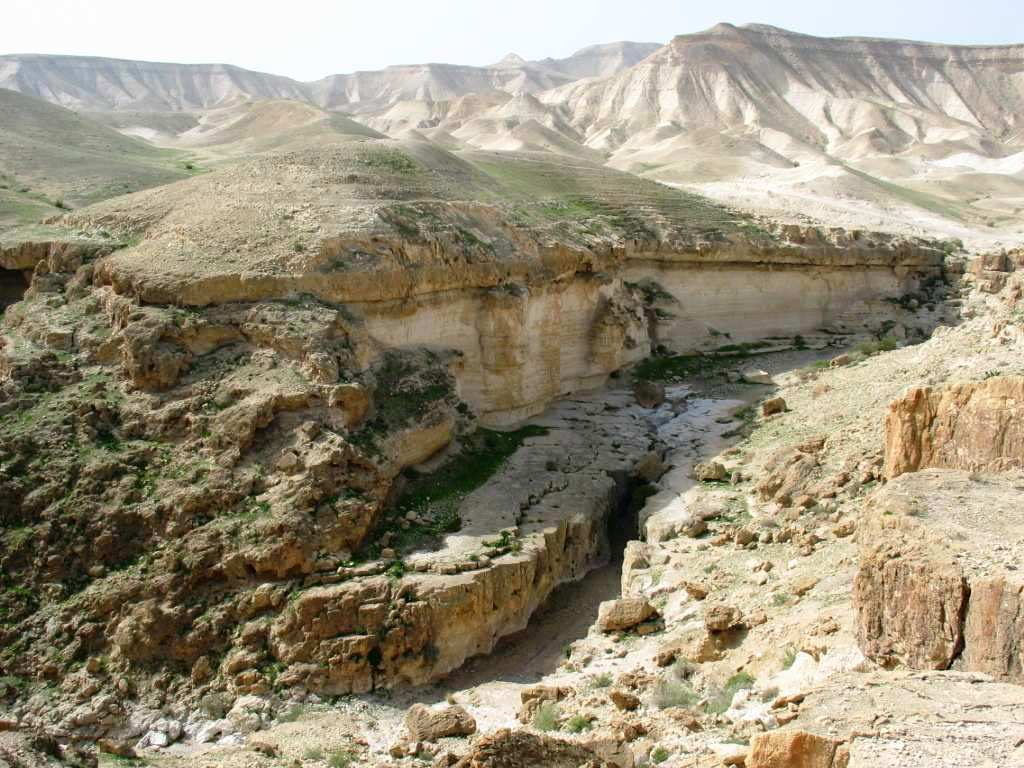
Le nahal Darga dans le désert de Judée

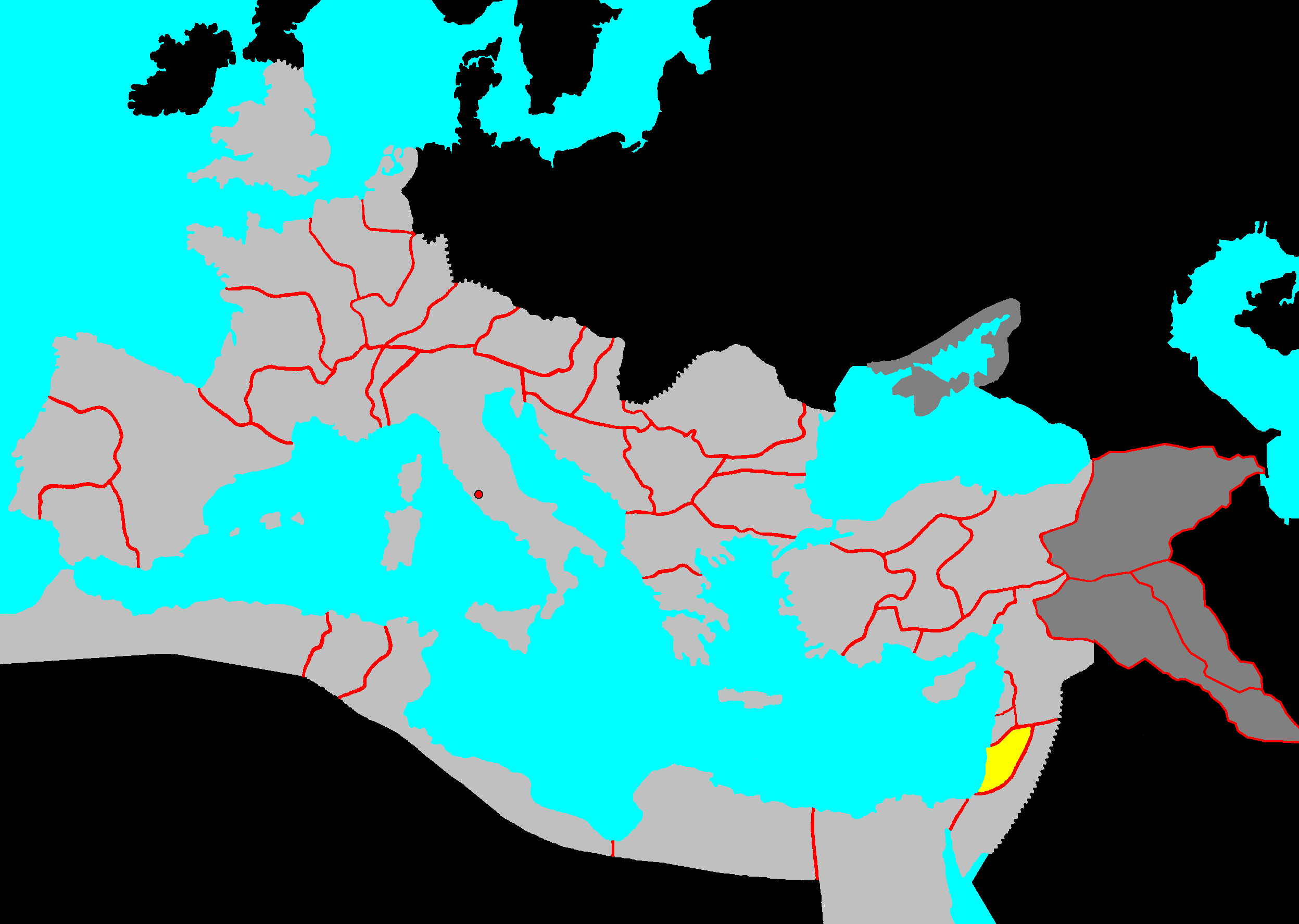
La Judée dans l'empire romain

## Nom
Le territoire de la Judée (en hébreu, Yéhouda יהודה) est aussi traduit en français par Juda, nom de l'un des deux royaumes de l'Israël antique à l'âge du fer (vers 1200 à vers  550 av. J.-C.). 
La tablette de Nimrud K.3751, datée d'environ 733 avant notre ère, est la plus ancienne trace connue du nom de Juda, écrit en cunéiforme assyrien. 
Dans le Nouveau Testament, le nom « Judée » a deux sens : 
- le territoire de l'ancien royaume de Juda ;
- l'ensemble de la Terre d'Israël, baptisée « Palestine » après Hadrien par les Romains, au IIe siècle.

En 135, l'empereur Hadrien change le nom de la province de Judée en Syria Palaestina (« Syrie-Palestine »), après l'échec de la révolte juive de Bar Kokhba contre le pouvoir romain.
Le mot « Judée » était parfois utilisé pour désigner toute la région, y compris les parties situées au-delà du fleuve Jourdain (région de Transjordanie). En 200 de notre ère, l'historien romain Sextus Julius Africanus, cité par Eusèbe de Césarée, décrit Nazara (Nazareth) comme étant un village de Judée. La version King James de la Bible (1611) fait également référence à la région sous le nom de Jewry (« Judée », pays des juifs) et non pas Judea. 
Le nom « Judée » ou « Juda » a donné les mots « Juif » (Yéhoudi יהודי en hébreu, Yahoud en arabe, Jew en anglais, Jude en allemand, Judío en espagnol), « judaïsme » (en hébreu, Yahdout יהדות, Judaism en anglais, Judaismus en allemand, Judaísmo en espagnol, etc.) et celui de « judéité ».

### Acception moderne du terme
Les termes de « Judée », de « Samarie » et « Judée et Samarie » (יהודה ושומרון) ou « Judée-Samarie » sont officiellement utilisés depuis juin 1967 par Israël, après sa victoire lors de la Guerre des Six Jours, pour désigner en hébreu la Cisjordanie actuelle. Israël fait ainsi écho à l'appellation ancienne de ces territoires juifs, après que les Jordaniens les eurent conquis en 1948, où la majeure partie de cette région de Judée a été incorporée dans ce que les Jordaniens appelaient ad-difa'a al-gharbiya (traduit en français par « Cisjordanie », en anglais par West Bank), bien que Yehuda (« Judée ») restât le terme hébreu utilisé pour désigner cette région dans l'Israël moderne. 
La Société des Nations (SDN) suivie par l'Organisation des Nations unies (ONU) a utilisé ces termes (« Judée / Samarie ») - probablement pour la dernière fois - lors du vote du 29 novembre 1947 du plan de partage prévu par la communauté internationale de la Palestine gérée alors par les Britanniques, pour se référer à une partie du Sud des actuels territoires de la Cisjordanie et d'Israël.

## Symbole
Le palmier dattier de Judée est un symbole reconnu du royaume de Juda. Il poussait autour de la mer Morte dans le sud, jusqu'aux régions du lac de Tibériade et de la vallée de la Houla vers le nord.
Il figure sur plusieurs pièces de monnaie antiques de la région et également sur un billet actuel de 20 shekels israéliens.

## Géographie
La Judée est délimitée au nord par la région historique de la Samarie, au sud par le Néguev, à l'ouest par la plaine côtière et à l'est par la vallée du Jourdain. 
C'est une région aride et montagneuse. L'altitude maximale se trouve sur le mont Hébron à 1 020 mètres, l'altitude minimale se trouve à 400 mètres au-dessous du niveau de la mer, au bord de la mer Morte.
La Judée se divise en trois sous-régions :
- la Shephelah de Judée à l'ouest, est une région fertile, caractérisée par des collines peu élevées et des vallées ;
- les monts de Judée au centre appartiennent à la chaine montagneuse qui longe la rive ouest du Jourdain ;
- le désert de Judée à l'est, jusqu'à la mer Morte.

Les limites de la Judée ayant évolué au cours de l'histoire, la plaine côtière située entre Tel Aviv-Jaffa au nord et Ashkelon au sud peut aussi être considérée comme faisant partie de la Judée. C'est pourquoi les établissements juifs qui s'y sont développés à partir du XIXe siècle portaient le nom de moshavot de Juda.
Les monts de Judée eux-mêmes peuvent se diviser entre trois zones, avec du nord au sud :
- les monts de Béthel, avec au centre Béthel et Ramallah ;
- les monts de Jérusalem constituent la zone la moins élevée de monts de Judée, — son altitude maximale est 895 m ;
- les monts de Hébron.

La Judée est aujourd'hui divisée entre Israël et la Cisjordanie et est une partie du territoire qui est appelé « Judée Samarie » depuis juin 1967 par les autorités israéliennes. 

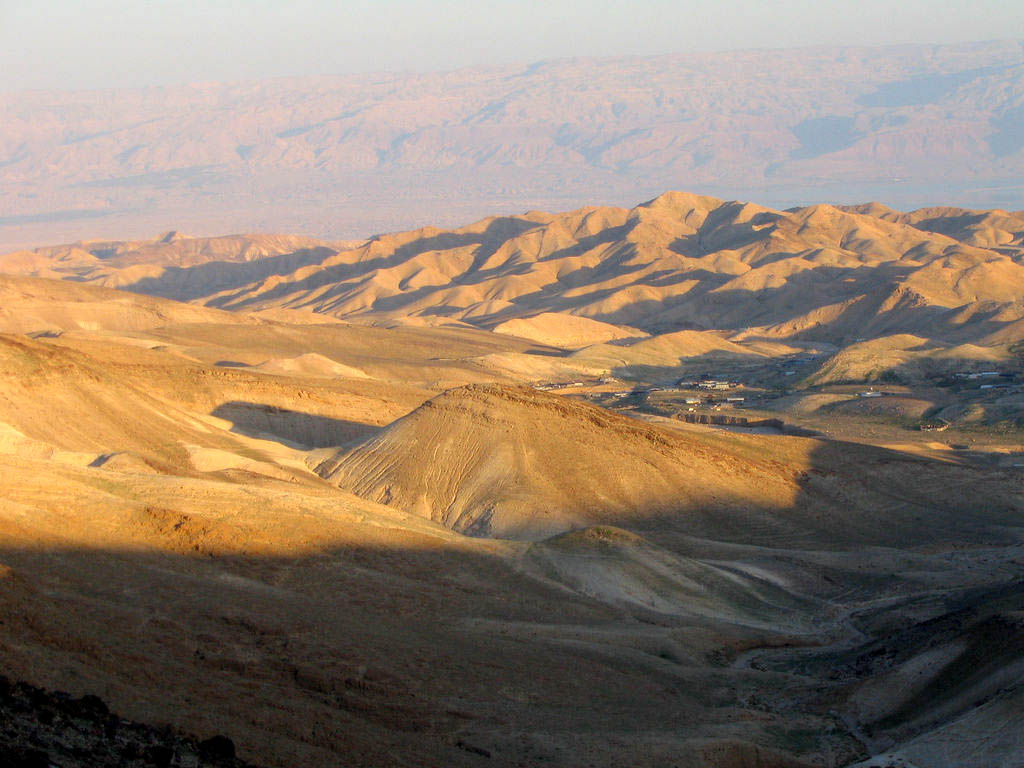
Monts et déserts au sud de la Judée

## Histoire

### Préhistoire/Protohistoire
La présence humaine dans cette région est attestée depuis l'âge de la pierre (fin vers 3000 à 2000 av. J.-C.).
Les paléoanthropologues pensent que la région était sur la route des grandes migrations des Homo sapiens, il y a 100 000 ans.
L'archéologie a révélé que la ville de Jéricho existe depuis plus de 11 000 ans.

### Âge du fer
L'histoire du royaume de Juda est mal connue avant le VIIIe siècle av. J.-C. Le seul événement bien attesté est l'intervention du pharaon Sheshonq Ier. À partir du Xe siècle av. J.-C., il existe vraisemblablement une entité politique dans les monts de Judée. Selon la Bible, ce royaume est établi par les Israélites à l'âge du fer. Ses dirigeants gouvernent un petit territoire autour de Jérusalem. De petites forteresses lui permettent d'assurer son contrôle sur la région environnante. Le territoire comporte quelques hameaux. Sa population est constituée de groupes nomades ou semi-nomades.
Les sources sacrées indiquent que le royaume existe de 931 à 586 av. J.-C. L'existence du royaume de Juda est bien documentée par l'archéologie à partir du VIIIe siècle av. J.-C. Juda apparaît pour la première fois dans les sources historiques sous le règne d'Achaz. Le roi est alors vassal de l'Assyrie et il verse un tribut à Teglath-Phalasar III. 
La chute du royaume de Judée vient en 586 av. J.-C., lorsque la Judée est envahie par les Néo-Babyloniens.

### La Judée perse puis grecque
Après l'exil des Juifs à Babylone (de 597 jusqu'à 538 av. J.-C.) sous le règne de Nabuchodonosor II, c'est la domination des Perses Achéménides. Au milieu de nombreuses conquêtes dont la prise de Babylone (538 av. J.-C.), le roi achéménide Cyrus II dit « Cyrus le Grand » permet aux Judéens déportés de rentrer à Jérusalem, donnant instruction à ses sujets de faciliter ce retour, et les autoriserait à reconstruire leur Temple. À leur retour, les exilés juifs fondent Yehoud Medinata (ou simplement Yehoud : la Judée), une province de l'empire perse achéménide formée à partir de leur ancien royaume de Juda. Les Perses gouvernent cette région jusqu'en 323 av. J.-C. Ses habitants sont désormais appelés les Yehoudim — les Juifs. Ils forment le noyau de la population juive de Judée de la période du Second Temple. 

Les Grecs Séleucides succèdent aux Achéménides sur la région qu'ils dominent de la fin du IVe au Ier siècle av. J.-C. C'est l'époque hellénistique.

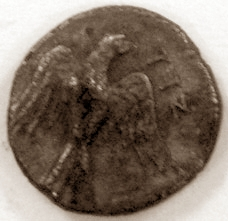
Pièce d'argent judéenne de l'époque achéménide perse (VIe au IVe siècle av. J.-C.) représentant un faucon ou un aigle. Inscription en araméen : Yehud (« Judée »).
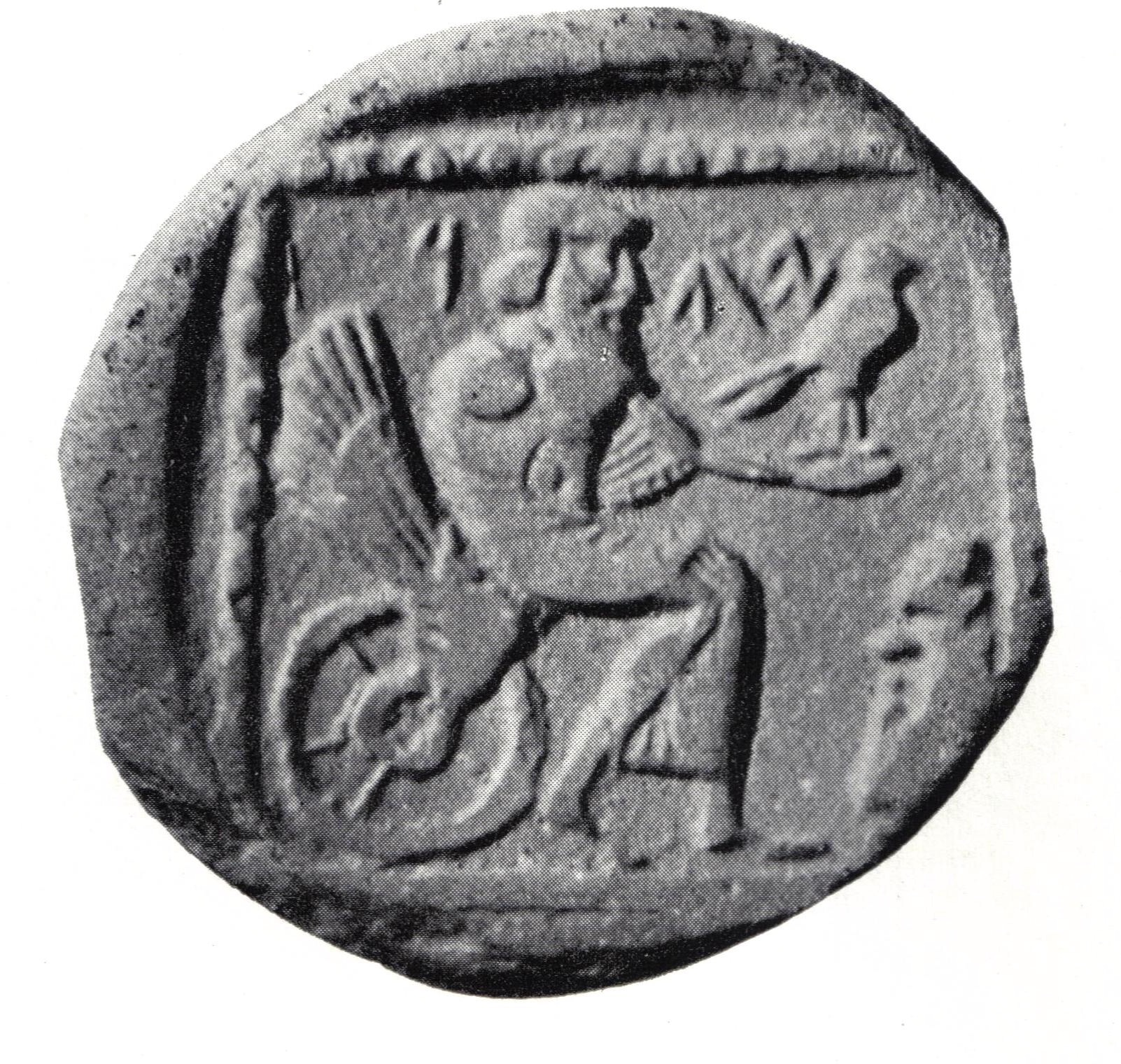
Drachme judéenne de la période perse frappée en Samarie et trouvée à Gaza (Ve siècle av. J.-C.). Divinité Yahu assise sur une roue ailée et tenant un faucon. Inscription YDH : Yehud (« Judée »).
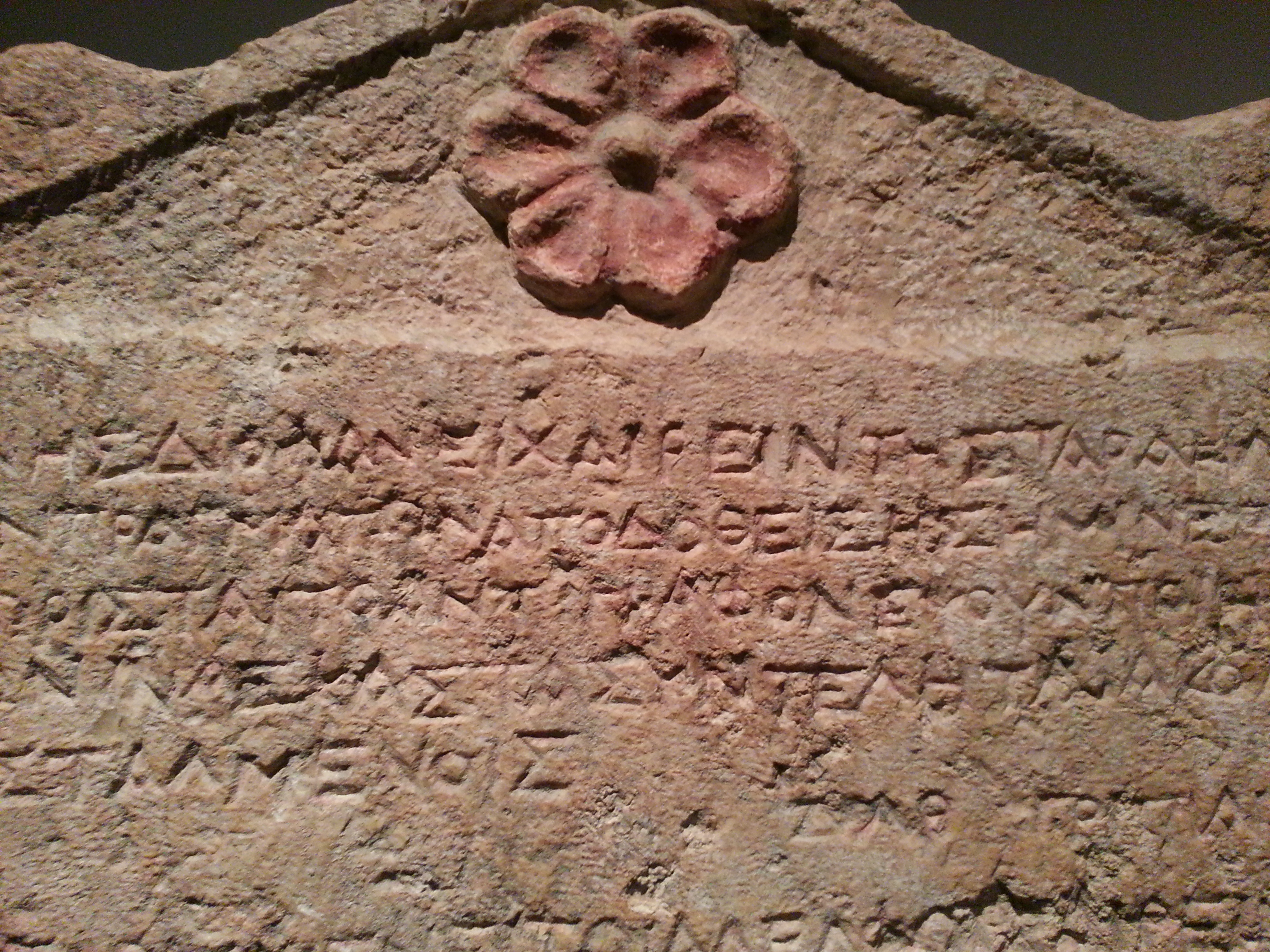
Partie supérieure de la stèle d'Heliodore, période de la suzeraineté des Séleucides sur la Judée[14] (musée d'Israël)

### Le royaume des Hasmonéens
La résistance des Hasmonéens (cf. Révolte des Maccabées) donna lieu un temps à un royaume indépendant, le royaume de Judea, gouverné par des ethnarques, grands-prêtres hasmonéens, du IIe siècle av. J.-C. au Ier siècle.

### La période romaine puis byzantine
La Judée tomba ensuite sous domination romaine en 63 av. J.-C. : les souverains Hyrcan II et Aristobule, fils de la reine Alexandra, se disputant le trône, Aristobule fit appel au consul Pompée. Le comportement d'Aristobule déplut à Pompée, et il mit Hyrcan sur le trône à sa place. La Judée devint un État-client, indépendant de jure mais dominé de facto. Quand Pompée fut vaincu par Jules César, Hyrcan fut mis de côté et le pouvoir effectif fut donné à Antipater, l'un de ses ministres, qui gouverna jusqu'à sa mort en 44 av. J.-C. En 40, Hyrcan II fut tué et son neveu, Antigone II Mattathiah, monta sur le trône. Dernier des Hasmonéens, il fut tué en 37 av. J.-C. sur l'ordre d'Hérode (fils d'Antipater, tétrarque de Judée depuis 41 nommé par Rome), et de Marc Antoine.

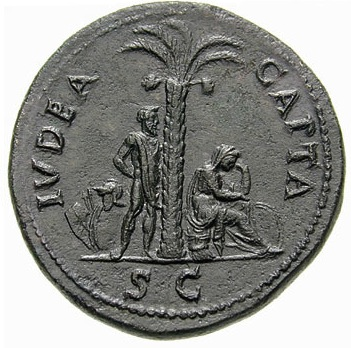
Sesterce de Vespasien (vers 71 apr. J.-C.). Homme debout les mains liées dans le dos, sous un palmier-dattier où la Judée assise pleure. Inscription :.

En 37 av. J.-C., Hérode prit le titre de roi, il nous est connu sous le nom d'Hérode Ier le Grand. Les Romains l'appelèrent « roi, allié et ami du peuple romain » (rex socius amicusque populi Romani). À sa mort en 4 av. J.-C., il partagea son royaume entre ses enfants, parmi lesquels Hérode Archélaos, qui gouverna si mal qu'il fut déposé en l'an 6 de l'ère chrétienne par Auguste, à l'appel de sa propre population, et Hérode Antipas, époux d'Hérodiade, dont il est question dans le Nouveau Testament. Désormais, la Judée était directement sous contrôle romain : elle devient un district dépendant du gouverneur de Syrie et administré par un préfet, de l'Ordre équestre seulement à cause de la moindre importance de la province. Ponce Pilate fut l'un de ces préfets, en charge probablement de 26 à 36. En évidence du titre praefectus de Pilate, il y a une inscription en pierre découverte à Césarée. La capitale passa de Jérusalem à Césarée, bâtie sous Hérode le Grand.

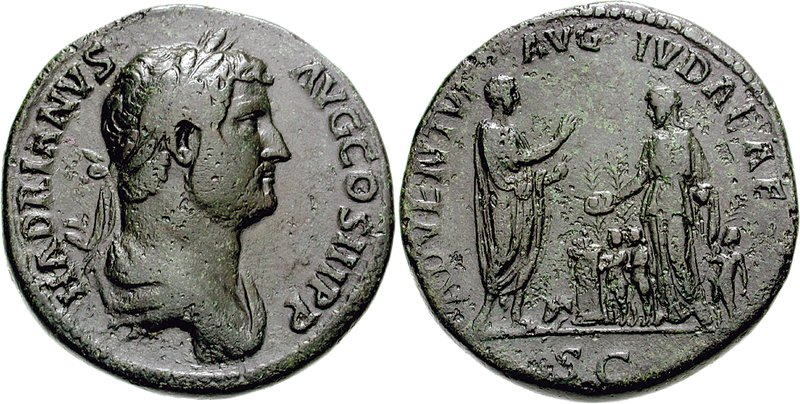
Sesterce sous Hadrien. Revers : Hadrien levant la main face à Judaea tenant une patère et une coupe ; à ses pieds, trois petits garçons tenant chacun une feuille de palmier ; entre eux, un taureau sacrificiel couché sur l'autel. Inscription : Adventvi Avg Ivdaeae (« L'Empereur arrive en Judée ») (vers 134-138 apr. J.-C.).

La Judée regagna un peu d'autonomie entre 41 et 44, quand Hérode Agrippa reçut le titre de roi de l'empereur Claude, puis quand son fils, Hérode Agrippa II, monta sur le trône en 48. Pendant son règne eut lieu la première grande révolte de Judée, en 66–70 : elle fut matée par Titus, qui fit raser le Temple de Jérusalem. À la mort d'Hérode Agrippa II, la province revint sous contrôle romain direct. Deux révoltes eurent encore lieu :
- en 115–117, Révolte de Kitos ;
- en 132–135, Révolte de Bar Kokhba.

À la suite de cette dernière révolte qui fit subir de lourdes pertes aux armées romaines, Hadrien changea le nom de la province en « Syrie Palestine », Syria Palæstina, et Jérusalem fut rebaptisée en Ælia Capitolina, pour humilier les Juifs. Selon l'historien chrétien Eusèbe, Hadrien interdit aux Juifs d'habiter la polis ou colonia de Ælia Capitolina, bien que les Juifs aient continué d'habiter les autres parties du pays, sous son nouveau nom de Syrie Palestine. Il est erroné de croire qu'Hadrien expulsa les Juifs de toutes les parties de l'ancienne Judée. Le frère dominicain et historien Félix Abel, de l'École Biblique à Jérusalem, fait autorité sur cette période de l'histoire du pays, ainsi que l'historien israélien Michael Avi-Yonah.

Dans son Histoire romaine (rédigée en grec), XXXVII, 16 et 17, l'historien et consul Dion Cassius (v. 155 - ap. 235) indique à son époque, au sujet de la prise de la Judée en 63 av. J.-C. :
« ...Tels sont les événements qui se passèrent alors en Palestine : c'est l'ancien nom de la contrée qui s'étend depuis la Phénicie jusqu'à l'Égypte, le long de la mer intérieure ; mais elle en prend aussi un autre. Elle se nomme Judée et les habitants s'appellent Juifs. Je ne connais pas l'origine de ce second nom ; mais il s'applique à d'autres hommes qui ont adopté les institutions de ce peuple, quoiqu'ils lui soient étrangers. Il y a des Juifs même parmi les Romains : souvent arrêtés dans leur développement, ils se sont néanmoins accrus au point qu'ils ont obtenu la liberté de vivre d'après leurs lois... »
De 395 à 638, la région devient une province de l'Empire byzantin.

### La période des sultanats musulmans

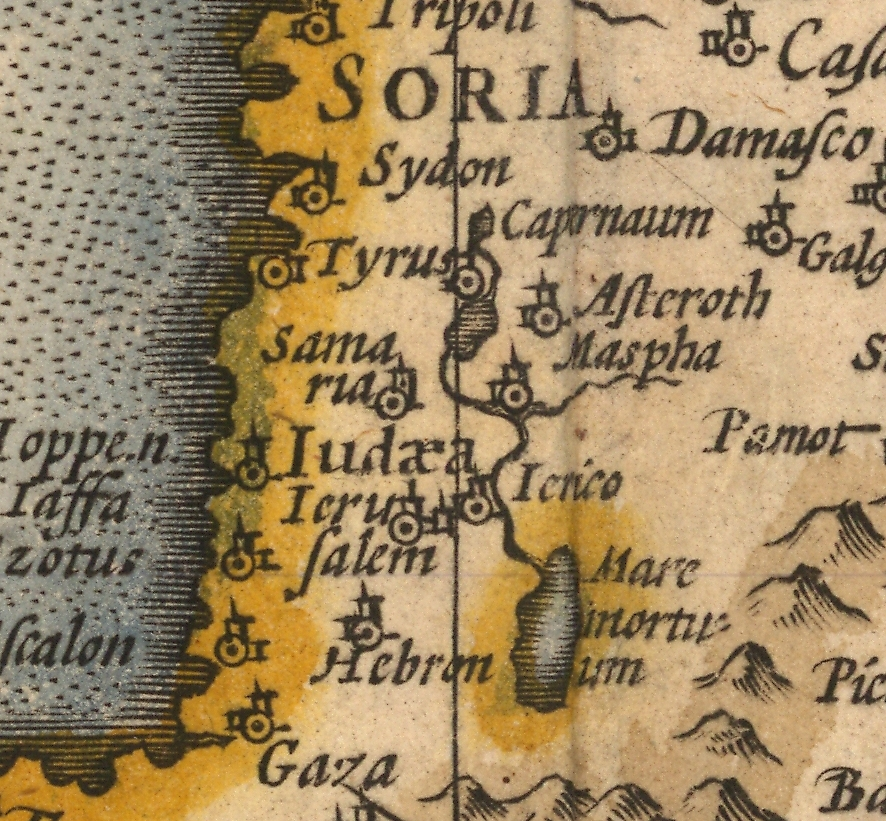
Judaea (détail) sur une carte représentant l'Empire ottoman (1606-1606-

Jérusalem est conquise par les musulmans et devient la troisième « ville sainte » de l'islam. Les Arabes abbassides s'y installent. Ils laissent les chrétiens faire leur pèlerinage. En 1078, les Turcs seldjoukides délogent les Arabes de Jérusalem, et bloquent le pèlerinage chrétien[réf. nécessaire]. 
Les croisades débutent en 1095. plusieurs royaumes chrétiens latins sont alors fondés dans la région, dont le Royaume de Jérusalem, ayant pour épicentre Jérusalem et la Judée. Il tombe en 1187.
Après les périodes ayyoubide (1187-1250) et mamelouke (1250-1516), commence la période ottomane, qui s'achèvera en 1917. 
Entre-temps, pendant le XIXe siècle, des chrétiens et des Juifs sionistes viennent s'installer dans cette région.
De décembre 1917 à mai 1948, la Judée fait partie de la Palestine gérée par les autorités britanniques, au vu de la décision prise en 1922 par la Société des Nations de confier ce secteur par mandat au Royaume-Uni, faisant suite aux dispositions du traité de Lausanne et à la conquête par les forces britanniques, commandées alors par le général Allenby, dès décembre 1917, de Jérusalem puis de la Palestine. 

### Création de l'État d'Israël, depuis 1948

#### Depuis 1948: la Judée dans l'État d'Israël et dans les territoires arabes

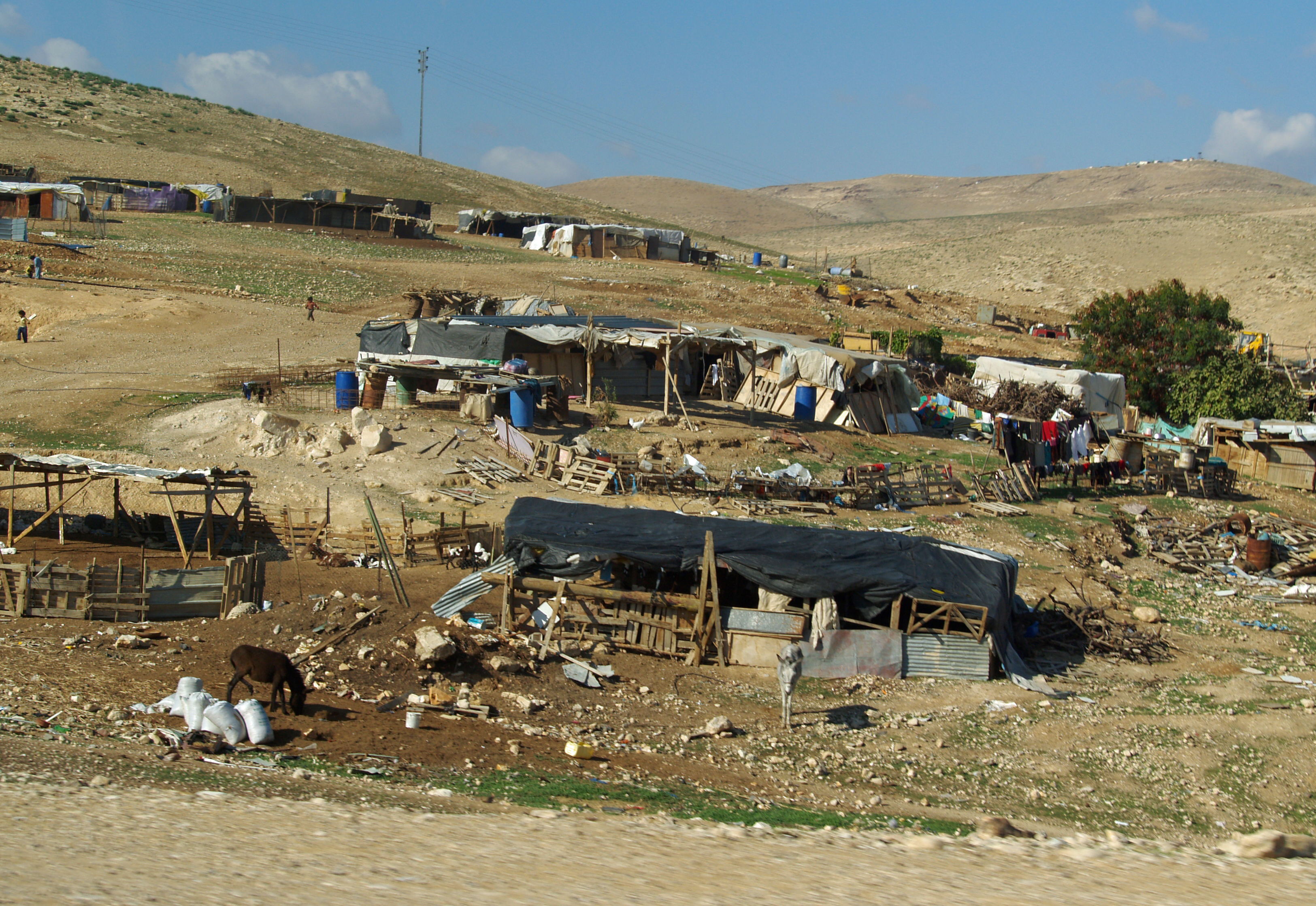
Des Bédouins vivent dans l'ancien désert de Judée.

Le plan de partage de la Palestine voté le 29 novembre 1947 par l'Assemblée générale de l'Organisation des Nations unies prévoyait , après le départ des Britanniques de la Palestine prévu au plus tard fin mai 1948, que la majeure partie de la Judée fasse partie du futur État arabe qui devait se créer au sein de la Palestine, aux côtés du futur État juif et de la future zone internationale de Jérusalem et des alentours. Mais tous les États arabes refusent alors ce partage, approuvé alors par 33 pays sur les 53 composant l'ONU, les autres pays votant, soit contre, soit s'abstenant. S'ensuit la guerre civile de 1947-1948 en Palestine mandataire.  
Le 14 mai 1948, à 16 heures, l'indépendance de l'État d'Israël est proclamée par David Ben Gourion, lors d'une séance exceptionnelle du Conseil national juif (en) à Tel Aviv, au musée des Beaux-Arts et les États arabes déclenchent dès le lendemain, le 15 mai, la guerre contre Israël, dont la fin aura lieu, avec la reconnaissance des lignes d'armistice par les Jordaniens le 3 avril 1949 (accord de Rhodes). La jeune armée israélienne, qui a été officiellement fondée le 26 mai 1948 par ordonnance gouvernementale décidée par David Ben Gourion, président du gouvernement provisoire de l'État d'Israël et qui regroupe les anciens groupes armés sionistes de la Haganah, du Palmach, de l'Irgoun et du Lehi, repousse les frontières du nouvel État juif, en augmentant de 23 % la superficie initiale prévue pour le futur État juif devenu l'État d'Israël : une partie de la Judée devient alors israélienne, l'autre partie devient ce qui sera appelée la Cisjordanie, après avoir été conquise par les forces armées jordaniennes, placées sous le commandement du général Glubb Pacha. 
La victoire des forces armées israéliennes, après la guerre des Six Jours en 1967, donne le contrôle de toute la Judée à Israël, après la défaite des forces jordaniennes, le 10 juin 1967. Ensuite, les accords d'Oslo de 1993 confient l'administration d'une partie de cette zone aux Palestiniens, pour la zone A, sous leur contrôle exclusif qui représente 18 % de la superficie de l'ancienne Cisjordanie et pour la zone B, pour 22 % de cette superficie, en gestion commune avec Israël. Il existe par ailleurs une troisième zone, la zone C, sous gestion exclusive de l'État d'Israël. La question des implantations juives dans les territoires occupés en Cisjordanie est toujours contestée par les habitants arabes de l'ancienne Cisjordanie, depuis plus de cinquante cinq ans.

#### Depuis 1994: le contrôlede factopar Israël pour 82% de l'ancien territoire

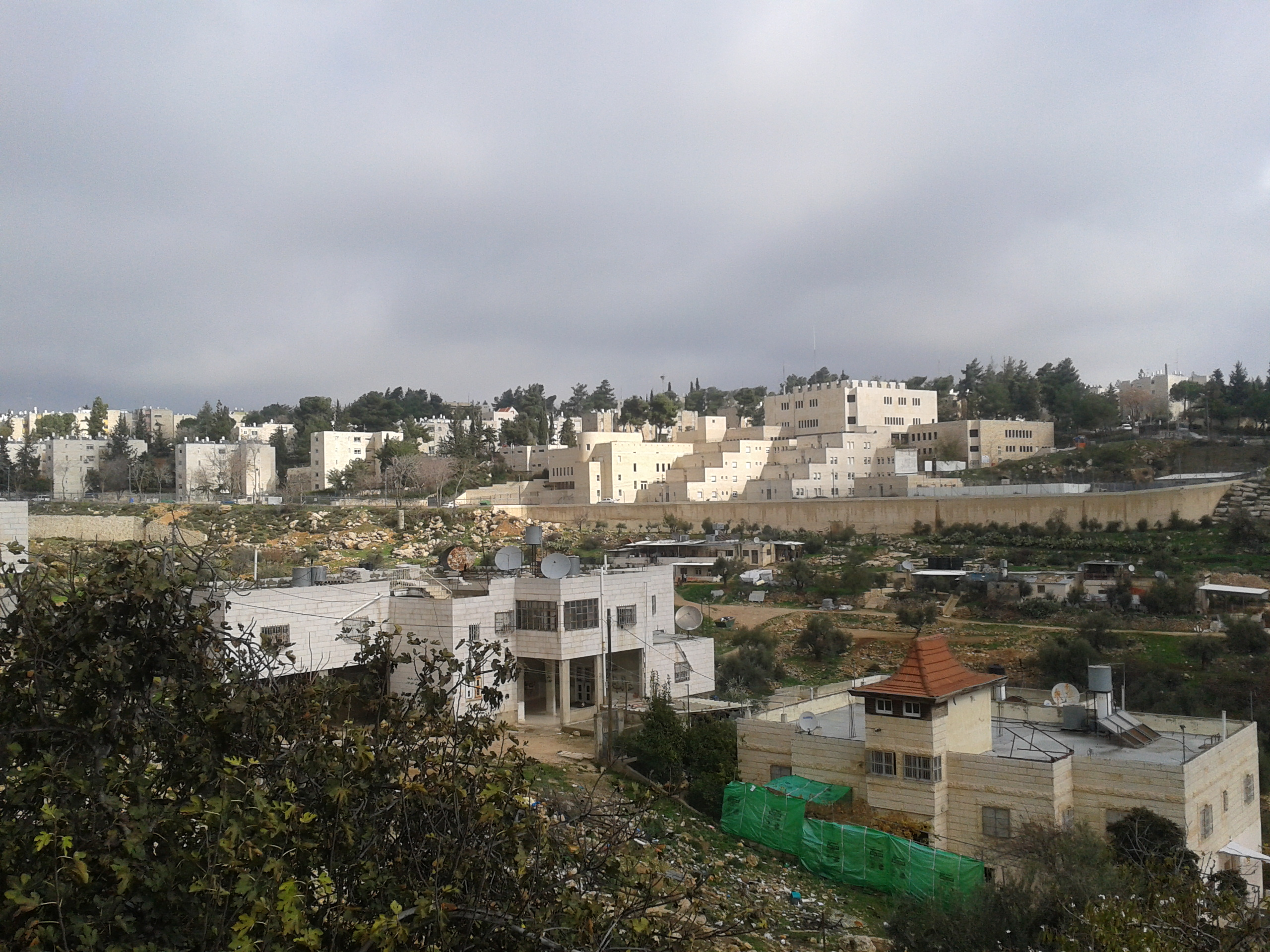
Colonies israéliennes à Hebron (2015).

Depuis les accords d'Oslo de 1993, Israël a pris le contrôle total de la zone C et de facto, de la zone B prévues par de tels accords. La zone C, sous contrôle exclusif israélien, représente 60 % de la superficie de l'ancienne Cisjordanie. Quant à la zone B, sous contrôle sécuritaire israélien et sous contrôle palestinien pour les autres domaines, elle couvre, quant à elle, 22 % de la surface de l'ancienne Cisjordanie. La zone laissée en compétences totales à l'Autorité palestinienne est de 18 % de l'ancienne surface de la Cisjordanie d'avant le 10 juin 1967.   
Depuis juin 1967, le nombre de colonies israéliennes sur le territoire de ce qui est appelé par la majorité des Israéliens « Judée-Samarie » depuis notamment la décision prise le 17 décembre 1967 par le général, gouverneur militaire israélien de la Cisjordanie de donner au territoire conquis ce nouveau nom, se référant en fait aux noms de ces régions avant 1947, est allé croissant et il est en 2023 d'environ 160 emplacements (non compris les avant-postes, évalués à environ 110 par les journalistes notamment israéliens et qui sont non reconnus officiellement par les autorités israéliennes). 
Selon un article du journal Le Monde en page 4 du numéro daté le 21 juin 2023, le nombre de colons israéliens établis en Judée-Samarie est de 471 000 personnes. Cette statistique ne fait pas apparaître de façon spécifique la part de résidents en Judée par rapport à ceux résidant en Samarie. L'arrivée des premiers Israéliens en Judée-Samarie s'est faite après juin 1967, avec les premières implantations militaires du Nahal (jeunesse pionnière combattante) puis, après leur transformation, en village ou en ville, en moshav ou en kibboutz et leur nombre d'habitants était alors faible : moins de 5 000 en 1970. Le même article précise par ailleurs que le nombre d'Israéliens installés à Jérusalem-Est depuis sa conquête par les forces israéliennes le 7 juin 1967 est de plus de 229 000 habitants, en 2023. 

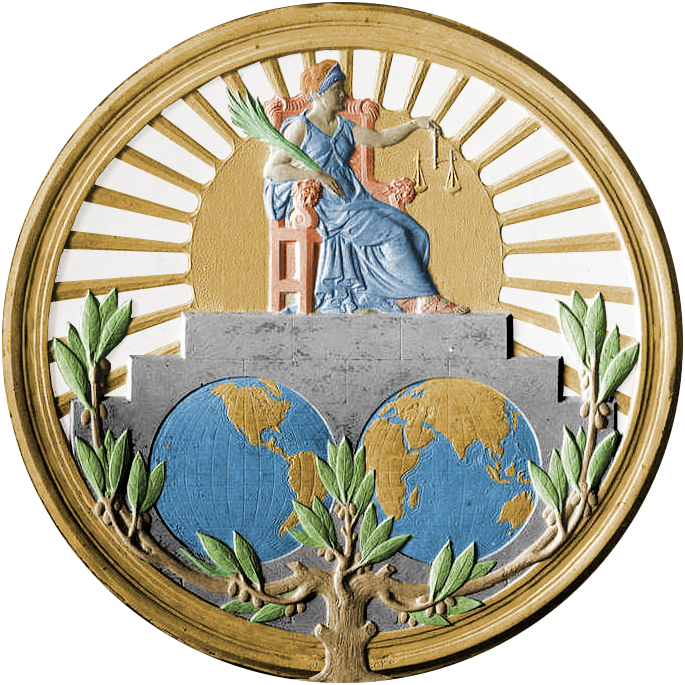
Sceau de la Cour internationale de justice à La Haye

Selon les informations fournies par les correspondants du Monde à La Haye, dans son numéro daté du 23 septembre 2023, depuis le début de l'année 2023, la Cour internationale de justice (CIJ) de La Haye est saisie d'une procédure discrète au sujet du statut de l'occupation des territoires palestiniens par Israël, appelés de façon unilatérale par la puissance occupante depuis le 17 décembre 1967 « Judée-Samarie ». Cette saisine fait suite d'ailleurs à la résolution de l'assemblée générale des Nations unies, adoptée le 30 décembre 2022, par 87 États, avec 53 abstentions (dont celle de la France) et 26 votes contre. La procédure actuelle pourrait déboucher en 2024 sur une décision ou avis de la CIJ. 
Les États parties à la CIJ ont jusqu'au 25 juillet 2023, pour déposer, s'ils le souhaitent, un mémoire écrit. L'avis qui sera rendu par les juges ne sera pas contraignant mais la voix des juges portera, selon les juristes internationaux. Auparavant, cette même Cour avait déjà rendu un avis juridique sur le conflit israélo-palestinien le 9 juillet 2004 , au sujet du mur de séparation construit par l'État d'Israël, à l'intérieur des territoires palestiniens occupés, depuis juin 1967. Les juges de la CIJ avaient alors déclaré illégal ce mur et avaient ordonné son démantèlement. Mais cette décision n' avait été suivie d' aucun effet, même si les États parties à la CIJ avaient l'obligation de faire respecter par Israël cet avis, qui fut ignoré aussi bien par l'État juif que par ses partenaires occidentaux. Les Palestiniens n'ont pas oublié ce fait et une nouvelle décision en leur faveur de la Cour internationale de justice donnerait du poids aux voix, nombreuses, qui considèrent que les Palestiniens sont soumis à un régime d'apartheid[réf. souhaitée]. Le fait que la CIJ ait reçu 57 contributions des différents pays reconnaissant sa compétence constitue un record depuis la création de la Cour en 1945. C'est également la démonstration que la question de la légalité de l'occupation israélienne des territoires palestiniens occupés (y compris à Jérusalem-Est, secteur conquis par les Israéliens dès le 7 juin 1967) demeure centrale sur la scène internationale.